# Onard
Onard é uma comuna francesa na região administrativa da Nova Aquitânia, no departamento Landes. Estende-se por uma área de 6,13 km². Em 2010 a comuna tinha 374 habitantes (densidade: 61 hab./km²).